# Lega Nazionale A 2017-2018 (calcio femminile)
L'edizione 2017-2018 è stata la quarantottesima edizione della massima serie del campionato svizzero femminile di calcio. Il campionato è stato vinto dallo Zurigo per la ventunesima volta nella sua storia.

## Stagione

### Novità
Dalla Lega Nazionale A 2016-2017 erano stati retrocessi lo Fussballclub Staad (femminile) e il Derendingen, mentre dalla Lega Nazionale B nessuna squadra era stata promossa. Il 7 giugno 2017, a pochi giorni dalla vittoria del campionato, il Neunkirch aveva comunicato il suo ritiro dal campionato svizzero per la stagione 2017-2018 a causa della mancanza della copertura finanziaria e amministrativa per poter competere. A completamento organico è stato ammesso in Lega Nazionale A l'Aarau, primo classificato nella Lega Nazionale B 2016-2017.

### Formato
Il formato del campionato è stato cambiato, passando a una singola fase. Le otto squadre partecipanti si sono affrontate in un doppio girone all'italiana con partite di andata e ritorno, per un totale di 28 giornate. La squadra prima classificata era campione di Svizzera ed è ammessa al UEFA Women's Champions League 2018-2019, assieme alla seconda classificata. L'ultima classificata veniva retrocessa direttamente in Lega Nazionale B.

## Squadre partecipanti
| Club        | Città             | Stadio                           | Stagione precedente                  |
| ----------- | ----------------- | -------------------------------- | ------------------------------------ |
| Aarau       | Aarau             | Sportanlage Schachen             | 1º posto in LNB                      |
| Basilea     | Basilea           | Leichtathletik-Stadion St. Jakob | 3º posto in LNA                      |
| Grasshopper | Zurigo            | GC/Campus                        | 7º posto in LNA, salvo agli spareggi |
| Lucerna     | Lucerna           | Sportanlagen Allmend             | 4º posto in LNA                      |
| Lugano 1976 | Lugano            | Stadio di Cornaredo              | 6º posto in LNA                      |
| Young Boys  | Berna             | Stadio Neufeld                   | 5º posto in LNA                      |
| Yverdon     | Yverdon-les-Bains | Stade Municipal                  | 9º posto in LNA, salvo agli spareggi |
| Zurigo      | Zurigo            | Sportanlage Heerenschürli        | 2º posto in LNA                      |

## Classifica finale
|  | Pos. | Squadra     | Pt | G  | V  | N | P  | GF | GS  | DR  |
|  | ---- | ----------- | -- | -- | -- | - | -- | -- | --- | --- |
|  | 1.   | Zurigo      | 65 | 28 | 19 | 8 | 1  | 84 | 24  | +60 |
|  | 2.   | Basilea     | 60 | 28 | 18 | 6 | 4  | 82 | 24  | +58 |
|  | 3.   | Young Boys  | 45 | 28 | 13 | 6 | 9  | 67 | 42  | +25 |
|  | 4.   | Lucerna     | 44 | 28 | 13 | 5 | 10 | 59 | 59  | 0   |
|  | 5.   | Grasshopper | 42 | 28 | 13 | 3 | 12 | 62 | 62  | 0   |
|  | 6.   | Lugano 1976 | 40 | 28 | 11 | 7 | 10 | 39 | 48  | -9  |
|  | 7.   | Yverdon     | 17 | 28 | 5  | 2 | 21 | 27 | 80  | -53 |
|  | 8.   | Aarau       | 4  | 28 | 1  | 1 | 26 | 23 | 104 | -81 |

Legenda:
      Campione di Svizzera e ammessa alla UEFA Women's Champions League 2018-2019.
      Ammessa alla UEFA Women's Champions League 2018-2019.
      Retrocessa in Lega Nazionale B 2018-2019.
Note:
Tre punti a vittoria, uno a pareggio, zero a sconfitta.
La classifica viene stilata secondo i seguenti criteri:
- Punti conquistati
- Differenza reti generale
- Reti totali realizzate
- Punti conquistati negli scontri diretti
- Differenza reti negli scontri diretti
- Reti realizzate negli scontri diretti

## Risultati

### 1ª-14ª giornata
|             | Aar  | Bas  | Gra  | Luc  | Lug  | YBB  | Yve  | Zur  |
| ----------- | ---- | ---- | ---- | ---- | ---- | ---- | ---- | ---- |
| Aarau       | –––– | 1-1  | 2-3  | 0-2  | 1-2  | 0-4  | 3-0  | 1-5  |
| Basilea     | 7-0  | –––– | 3-1  | 7-0  | 2-3  | 2-1  | 4-0  | 1-1  |
| Grasshopper | 5-1  | 0-3  | –––– | 4-3  | 1-2  | 4-2  | 1-0  | 2-4  |
| Lucerna     | 5-1  | 2-0  | 3-2  | –––– | 3-2  | 1-3  | 4-1  | 0-2  |
| Lugano 1976 | 1-0  | 0-6  | 3-3  | 0-0  | –––– | 0-2  | 3-0  | 0-3  |
| Young Boys  | 2-0  | 1-1  | 5-4  | 2-2  | 0-1  | –––– | 4-0  | 1-2  |
| Yverdon     | 4-0  | 0-2  | 2-1  | 0-3  | 1-1  | 0-4  | –––– | 0-3  |
| Zurigo      | 2-0  | 2-2  | 2-2  | 6-0  | 0-0  | 0-2  | 3-0  | –––– |

### 15ª-28ª giornata
|             | Aar  | Bas  | Gra  | Luc  | Lug  | YBB  | Yve  | Zur  |
| ----------- | ---- | ---- | ---- | ---- | ---- | ---- | ---- | ---- |
| Aarau       | –––– | 1-5  | 2-4  | 0-2  | 2-3  | 0-3  | 2-3  | 0-5  |
| Basilea     | 2-1  | –––– | 1-1  | 2-0  | 5-0  | 3-1  | 5-0  | 2-2  |
| Grasshopper | 3-2  | 0-3  | –––– | 6-4  | 2-0  | 2-0  | 2-1  | 1-3  |
| Lucerna     | 6-0  | 3-2  | 3-2  | –––– | 1-1  | 2-2  | 1-1  | 0-1  |
| Lugano 1976 | 7-0  | 0-2  | 2-0  | 0-4  | –––– | 2-0  | 3-0  | 1-1  |
| Young Boys  | 7-1  | 1-5  | 1-2  | 8-1  | 0-0  | –––– | 3-2  | 1-1  |
| Yverdon     | 4-1  | 0-4  | 1-2  | 1-4  | 3-2  | 1-4  | –––– | 2-4  |
| Zurigo      | 7-1  | 2-0  | 4-2  | 3-0  | 6-0  | 3-3  | 7-0  | –––– |

## Statistiche

### Classifica marcatrici
| Gol |  |  | Giocatore          | Squadra     |
| --- |  |  | ------------------ | ----------- |
| 25  |  |  | Eunice Beckmann    | Basilea     |
| 25  |  |  | Caroline Müller    | Grasshopper |
| 25  |  |  | Patricia Willi     | Zurigo      |
| 19  |  |  | Géraldine Reuteler | Lucerna     |
| 16  |  |  | Fabienne Humm      | Zurigo      |
| 16  |  |  | Alisha Lehmann     | Young Boys  |
| 15  |  |  | Irina Brütsch      | Lucerna     |
| 15  |  |  | Cara Curtin        | Lugano 1976 |
| 15  |  |  | Florijana Ismaili  | Young Boys  |
| 15  |  |  | Kristina Šundov    | Basilea     |